# Volcano Lake
Volcano Lake är en sjö i Kanada.   Den ligger i provinsen British Columbia, i den sydvästra delen av landet, 3 700 km väster om huvudstaden Ottawa. Volcano Lake ligger 1 279 meter över havet. Arean är 0,83 kvadratkilometer.Den sträcker sig 1,5 kilometer i nord-sydlig riktning, och 0,8 kilometer i öst-västlig riktning.
I omgivningarna runt Volcano Lake växer i huvudsak barrskog. Trakten runt Volcano Lake är nära nog obefolkad, med mindre än två invånare per kvadratkilometer.